# 21.
◄ | 1. stoljeće pr. Kr. | 1. stoljeće | 2. stoljeće | ►
◄ | 0-ih pr. Kr. | 0-ih | 10-ih | 20-ih | 30-ih | 40-ih | 50-ih | ►
◄◄ | ◄ | 18. | 19. | 20. | 21. | 22. | 23. | 24. | ► | ►►
Astronomija • Književnost • Kršćanstvo

## Smrti
- Arminije, germanski vođa

## Vanjske poveznice
|  | Zajednički poslužitelj ima još gradiva o temi 21. |